# Владимир Гривняк
Владимир Гривняк (словац. Vladimír Hrivnák, 23 квітня 1945, Гнуштя — 17 жовтня 2014) — чехословацький футболіст, що грав на позиції захисника. По завершенні ігрової кар'єри — словацький футбольний тренер.
Виступав за «Слован» (Братислава), з яким став чемпіоном Чехословаччини та володарем Кубка володарів кубків, а також національну збірну Чехословаччини, у складі якої був учасником чемпіонату світу 1970 року.

## Клубна кар'єра
У дорослому футболі дебютував 1965 року виступами за команду «Слован», кольори якої і захищав протягом усієї своєї кар'єри гравця, що тривала шість років. Разом зі «Слованом» він виграв Кубок володарів кубків у 1969 році, забивши один із трьох голів у фіналі проти «Барселони». Також з командою Гривняк виборов титул чемпіона Чехословаччини в 1970 році та ставав володарем Кубка Чехословаччини 1972 року. У єврокубках він взяв участь у 4 матчах в Кубку європейських чемпіонів, у 9 матчах Кубка володарів кубків (забив 1 гол) та зіграв у 3 матчах Кубка УЄФА. Загалом він провів 139 матчів у чехословацькій вищій лізі та забив 1 гол.

## Виступи за збірну
14 вересня 1969 року дебютував в офіційних іграх у складі національної збірної Чехословаччини в матчі відбору на чемпіонат світу 1970 року проти збірної Угорщини (3:3), замінивши Франтішека Пласса на 46-й хвилині.
У складі збірної був учасником чемпіонату світу 1970 року у Мексиці, де зіграв в одному матчі проти Англії (0:1), а його команда не подолала груповий етап.
Останній матч за національну збірну зіграв 8 квітня 1972 року на стадіоні «За Лужанкамі» у Брно, де його команда зіграла товариський матч проти збірної Австрії, який закінчився перемогою чехословацької команди 2:0. Загалом протягом кар'єри у національній команді, яка тривала 4 роки, провів у її формі 13 матчів.

## Кар'єра тренера
Розпочав тренерську кар'єру, повернувшись до футболу після невеликої перерви, 1978 року, очоливши тренерський штаб клубу «ДАК 1904». Згодом тренував і інші чехословацькі клуби «Кошиці» та «Інтер» (Братислава).
Останнім місцем тренерської роботи був клуб «Матадор» (Пухов), головним тренером команди якого Владимир Гривняк був з 1994 по 1996 рік, коли клуб виступав у другому дивізіоні чемпіонату Словаччини.
Помер 17 жовтня 2014 року на 70-му році життя.

## Титули і досягнення
- Чемпіон Чехословаччини (1):

«Слован»: 1969/70
- Володар Кубка Чехословаччини (1):

«Слован»: 1967/68
- Володар Кубка Кубків УЄФА (1):

«Слован»: 1968/69